# Speed of Sound (Lied)
Speed of Sound (englisch für Schallgeschwindigkeit) ist ein Song der Alternative-Rock-Band Coldplay. Geschrieben wurde er von allen Mitgliedern der Band. Das Lied war der Vorbote für ihr drittes Studioalbum X&Y, welches zwei Wochen nach der Single erschien. Bei den MTV Europe Music Awards 2005 wurde das Lied mit dem Award „Best Song“ ausgezeichnet und war außerdem das milliardste Lied, das auf iTunes heruntergeladen wurde. Der Titel erlangte im Sommer 2005 unter anderem in Deutschland Bekanntheit, da es der offizielle Titelsong des ZDF zum FIFA-Konföderationen-Pokal 2005 war.

## Hintergrund
Der Frontmann der Band, Chris Martin gab in einem Interview bekannt, dass das Lied Mitte 2004 geschrieben wurde. Inspiration fand Martin bei seiner Tochter und der englischen Alternative-Rock-Sängerin Kate Bush. Unter anderem war der Klang der Trommeln in Speed of Sound sehr von Bushs Lied Running Up That Hill geprägt.
Wie andere Lieder des Albums X&Y war auch Speed of Sound sehr von dem bandeigenen Lied Clocks geprägt. Speed of Sound wird von vielen mit Clocks assoziiert. Das liegt zum einen daran, dass die Lieder sehr identische Intros haben, welche im Laufe der Lieder immer wieder wiederholt werden. Zudem steigert Chris Martin in den beiden Liedern im Refrain die Höhe seiner Stimme.
Als B-Seite enthält die Single-Version von Speed of Sound die Lieder Things I don't understand und Proof.

## Musikvideo
Das Musikvideo zu Speed of Sound erschien mit der Single am 23. Mai 2005 und wurde unter der Leitung von Mark Romanek in Los Angeles produziert. Während des Intros und der ersten Strophe sieht man nur Chris Martin in einer dunkel gehaltenen Kulisse. Ab der zweiten Strophe sieht man alle Bandmitglieder vor einer LED-Wand, die während des Liedes in verschiedensten Farbeffekte wie Streifen oder Funken darstellt.

## Kommerzieller Erfolg

### Chartplatzierungen
Die Single zu Speed of Sound platzierte sich in Deutschland auf Platz 19. In den deutschen Airplaycharts erreichte die Single für eine Woche die Spitzenposition. In der Schweiz schaffte es das Lied auf Platz 22 und in Österreich auf Platz 23. In den Vereinigten Staaten war es das erste Lied von Coldplay, welches mit Platz acht die Top 10 der Billboard Hot 100 erreichte. In Großbritannien blieb dem Lied durch die Eigeninterpretation des Instrumentalstücks Axel F von Crazy Frog die Nummer-eins-Position verwehrt. Bis zum Nummer-eins-Erfolg von Viva la Vida im Jahr 2008 war dies die höchste Single-Chartplatzierung von Coldplay in den britischen und US-amerikanischen Charts.
| ChartsChartplatzierungen       | Höchstplatzierung | Wochen |
| ------------------------------ | ----------------- | ------ |
| Deutschland (GfK)              | 19 (14 Wo.)       | 14     |
| Österreich (Ö3)                | 23 (18 Wo.)       | 18     |
| Schweiz (IFPI)                 | 22 (15 Wo.)       | 15     |
| Vereinigte Staaten (Billboard) | 8 (20 Wo.)        | 20     |
| Vereinigtes Königreich (OCC)   | 2 (26 Wo.)        | 26     |

| ChartsJahrescharts (2005)      | Platzierung |
| ------------------------------ | ----------- |
| Vereinigte Staaten (Billboard) | 57          |
| Vereinigtes Königreich (OCC)   | 41          |

### Auszeichnungen für Musikverkäufe
| Land/Region                  | Auszeichnungen für Musikverkäufe (Land/Region, Auszeichnung, Verkäufe) | Verkäufe  |
| ---------------------------- | ---------------------------------------------------------------------- | --------- |
| Australien (ARIA)            | Platin                                                                 | 70.000    |
| Dänemark (IFPI)              | Gold                                                                   | 7.500     |
| Italien (FIMI)               | Gold                                                                   | 50.000    |
| Kanada (MC)                  | Gold                                                                   | 10.000    |
| Neuseeland (RMNZ)            | Gold                                                                   | 15.000    |
| Spanien (Promusicae)         | Gold                                                                   | 40.000    |
| Vereinigte Staaten (RIAA)    | Gold                                                                   | 500.000   |
| Vereinigtes Königreich (BPI) | Platin                                                                 | 600.000   |
| Insgesamt                    | 6× Gold · 2× Platin ·                                                  | 1.282.500 |

Hauptartikel: Coldplay/Auszeichnungen für Musikverkäufe